# قائمة مكاتب استشارية هندسية
قائمة بالمكاتب الاستشارية الهندسية حسب الدول

## مصر
1. جماعة المهندسين الاستشاريين- أي سي جي
2. المهندسون الاستشاريون - إيهاف
3. المجموعة الاستشارية شاكر
4. مصر للاستشارات الهندسية[1]
5. المكتب إلاستشاري الهندسي: أ.د. خالد قنديل[2]

## لبنان
1. دار الهندسة شاعر ومشاركوه
2. خطيب وعلمي

## المملكة العربية السعودية
1. شركة خبير المساحة
2. مكتب جبر للهندسة
3. مكتب اسس المساحة

## الامارات العربية المتحدة
1- شركة الامير للاستشارات الهندسية
2- شركة دبي للمقاولات
3-شركة الإتحاد للهندسة الإنشائية

4-شركة عدنان الهندسية